# Stari Bar
Stari Bar är en ort i Montenegro. Den ligger i den södra delen av landet, 40 km söder om huvudstaden Podgorica. Stari Bar ligger 248 meter över havet och antalet invånare är 1 514.
Terrängen runt Stari Bar är varierad. Havet är nära Stari Bar åt sydväst. Runt Stari Bar är det ganska glesbefolkat, med 48 invånare per kvadratkilometer. Närmaste större samhälle är Bar, 3,0 km väster om Stari Bar. Trakten runt Stari Bar består till största delen av jordbruksmark.